# Jacky Ickx
Jacques Bernard "Jacky" Ickx (Brüsszel, 1945. január 1. –) belga autóversenyző, Formula–1-es pilóta, hatszor nyerte meg a Le Mans-i 24 órás autóversenyt, és egyszer a Dakar-ralit.

## Pályafutása
Jacky először motorkerékpárokkal, majd 1965-től városi forgalomban használatos autókkal versenyzett. Kétszer is megnyerte a spai 24 órás autóversenyt. A Formula–1-es csapatfőnök Ken Tyrrell érdeklődését is felkeltette, aki leszerződtette a Formula–3-as csapatába, a Matra autók azonban nem voltak elég megbízhatóak. Tyrrell 1966-ban benevezte a Formula–2-es versenysorozatra.

### Formula–1
Formula–1-es pályafutása 1968-ban kezdődött, a Ferrari színeiben. Az első idényben negyedik lett összetettben, s megnyerte a francia nagydíjat. 1969-ben a Brabhamhez igazolt, két futamon győzött, s megnyerte a Le Mans-i 24 órás autóversenyt, de Jackie Stewart világbajnokságát nem tudta megakadályozni. 1970-ben visszatért a Ferrarihoz, három futamot is nyert, de ez összetettben csak a második helyhez volt elég. Még három évet töltött a Ferrarinál, de egyre inkább elkedvtelenedett, mert az olasz autók nem tudták felvenni a versenyt a Tyrrell és a Lotus autóival. 1974-ben a Lotushoz igazolt, de a csapat éppen akkoriban kezdett hanyatlani. Ezzel szemben a Ferrari akkor kezdett megerősödni. Pályafutása utolsó éveit a Williamsnél, az Ensignnál és a Ligier-nél töltötte. A Le Mans-i 24 órás autóversenyen hat alkalommal is aratott győzelmével rekordot állított fel.
Visszavonulása óta a spai pálya korszerűsítésével foglalkozik.

### Teljes Formula–1-es eredménysorozata
(Táblázat értelmezése)

(Félkövér: pole-pozícióból indult 

Dőlt: ő futotta a leggyorsabb kört)
| Év   | Csapat  | 1      | 2      | 3      | 4      | 5      | 6      | 7      | 8      | 9      | 10     | 11      | 12     | 13     | 14     | 15     | 16  | 17  | Csapat  | Helyezés | Pont |
| ---- | ------- | ------ | ------ | ------ | ------ | ------ | ------ | ------ | ------ | ------ | ------ | ------- | ------ | ------ | ------ | ------ | --- | --- | ------- | -------- | ---- |
| 1967 | Cooper  | RSA    | MON    | NED    | BEL    | FRA    | GBR    | GER    | CAN    | ITA 6  | USA Ki | MEX     |        |        |        |        |     |     | Cooper  | 20.      | 1    |
| 1968 | Ferrari | RSA Ki | ESP Ki | MON    | BEL 3  | NED 4  | FRA 1  | GBR 3  | GER 4  | ITA 3  | CAN Ni | USA Sér | MEX Ki |        |        |        |     |     | Ferrari | 4.       | 27   |
| 1969 | Brabham | RSA Ki | ESP 6  | MON Ki | NED 5  | FRA 3  | GBR 2  | GER 1  | ITA 10 | CAN 1  | USA Ki | MEX 2   |        |        |        |        |     |     | Brabham | 2.       | 37   |
| 1970 | Ferrari | RSA Ki | ESP Ki | MON Ki | BEL 8  | NED 3  | FRA Ki | GBR Ki | GER 2  | AUT 1  | ITA Ki | CAN 1   | USA 4  | MEX 1  |        |        |     |     | Ferrari | 2.       | 40   |
| 1971 | Ferrari | RSA 8  | ESP 2  | MON 3  | NED 1  | FRA Ki | GBR Ki | GER Ki | AUT Ki | ITA Ki | CAN 8  | USA Hn  |        |        |        |        |     |     | Ferrari | 4.       | 19   |
| 1972 | Ferrari | ARG 3  | RSA 8  | ESP 2  | MON 2  | BEL Ki | FRA 11 | GBR Ki | GER 1  | AUT Ki | ITA Ki | CAN 12  | USA 5  |        |        |        |     |     | Ferrari | 4.       | 27   |
| 1973 | Ferrari | ARG 4  | BRA 5  | RSA Ki | ESP 12 | BEL Ki | MON Ki | SWE 6  | FRA 5  | GBR 8  | NED    | GER 3   | AUT    | ITA 8  | CAN    | USA 7  |     |     | McLaren | 9.       | 12   |
| 1974 | Lotus   | ARG Ki | BRA 3  | RSA Ki | ESP Ki | BEL Ki | MON Ki | SWE Ki | NED 11 | FRA 5  | GBR 3  | GER 5   | AUT Ki | ITA Ki | CAN 13 | USA Ki |     |     | Lotus   | 10.      | 12   |
| 1975 | Lotus   | ARG 8  | BRA 9  | RSA 12 | ESP 2  | MON 8  | BEL Ki | SWE 15 | NED Ki | FRA Ki | GBR    | GER     | AUT    | ITA    | USA    |        |     |     | Lotus   | 16.      | 3    |
| 1976 | Wolf    | BRA 8  | RSA 16 | USW Nk | ESP 7  | BEL Nk | MON Nk | SWE    | FRA 10 | GBR Nk | GER    | AUT     | NED Ki | ITA 10 | CAN 13 | USE Ki | JPN |     | Ensign  | –        | –    |
| 1977 | Ensign  | ARG    | BRA    | RSA    | USW    | ESP    | MON 10 | BEL    | SWE    | FRA    | GBR    | GER     | AUT    | NED    | ITA    | USE    | CAN | JPN | Ensign  | –        | –    |
| 1978 | Ensign  | ARG    | BRA    | RSA    | USW    | MON Ki | BEL 12 | ESP Ki | SWE Nk | FRA    | GBR    | GER     | AUT    | NED    | ITA    | USE    | CAN |     | Ensign  | –        | –    |
| 1979 | Ligier  | ARG    | BRA    | RSA    | USW    | ESP    | BEL    | MON    | FRA Ki | GBR 6  | GER Ki | AUT Ki  | NED 5  | ITA Ki | CAN Ki | USE Ki |     |     | Ligier  | 16.      | 3    |

## Fordítás
- Ez a szócikk részben vagy egészben  a   Jacky Ickx című angol Wikipédia-szócikk fordításán alapul.  Az eredeti cikk szerkesztőit annak laptörténete sorolja fel. Ez a jelzés csupán a megfogalmazás eredetét és a szerzői jogokat jelzi, nem szolgál a cikkben szereplő információk forrásmegjelöléseként.

## Külső hivatkozások
- Hivatalos honlap